# 안영미 (성우)
안영미(1980년 11월 10일 ~ )는 한국의 여자 성우다. 2006년에 투니버스 6기 공채 성우로 데뷔하였다.

## 애니메이션 출연작
굵은 글씨는 메인 캐릭터.

### 투니버스 (구)퀴니
- 베이블레이드 버스트 진검 (홍데미안)
- GO! GO! 동물탐험대 (애니박스) - 루카
- 가정교사 히트맨 리본 (투니버스) - 람보
- 개구리 중사 케로로 (투니버스) - 누이이
- 결계사 (투니버스) - 유키무라 시즈에 / 아야노 / 하토리 미키 / 어린 겐
- 괴담 레스토랑 (투니버스) - 두리, 키키모라, 카아줌마
- 괴도 키드 (투니버스) - 어린 희도
- 꿈빛 파티시엘 (투니버스) - 카페
  - 꿈빛 파티시엘 프로페셔널 (투니버스) - 카페
- 꿈의 크레용 왕국 (투니버스) - 클라트
- 나루토 질풍전 (투니버스) - 코난
- 내 마음은 무지 (투니버스)
- 내일의 나쟈 (투니버스) - 올리버
- 너에게 닿기를 (투니버스) - 히라노 에리코, 여자
- 노다메 칸타빌레 파리편 (애니맥스) - 휴카
- 닌자보이 란타로 (투니버스) - 쇼자이
- 닌자펭귄 땡글이 (투니버스) - 물고기
- 달려라 이다텐 (투니버스) - 강누리
- 따끈따끈 베이커리 (투니버스)
- 떴다! 럭키맨 (투니버스) - 재수 엄마
- 란마1/2 (투니버스) - 링링
- 레터비 (투니버스) - 넬리
- 록맨 에그제 스트림 (투니버스)
- 말짱 꽝돌이 (투니버스) - 봉식 / 돈만 엄마
- 말하는 강아지 마사 (투니버스) - 트루먼
- 메르헤븐 (투니버스) - 호수 엄마
- 메탈베이블레이드 (투니버스) - 직쏘
- 명탐정 코난 (투니버스) - 손예나, 위정희
- 몬스터 (투니버스) - 아이3 무인행성 서바이브 (투니버스)
- 무적 철가방 (투니버스)
- 미르모 퐁퐁퐁 (투니버스) - 야초
- 미소의 세상 스폐셜 (투니버스)
- 배틀짱 (투니버스) - 어린 리호 / 어린 B.J / 메모리
- 뷰티풀 조 (투니버스) - 윌리
- 블리치 (투니버스, 애니맥스) - 리린 / 쿠나 마시로
- 브랏츠 - 밤샘파티 대모험 (투니버스) - 샤샤
- 사무라이 참프루 (투니버스) - 착복사
- 선생님의 시간 (투니버스) - 토미나가 미나코
- 세토의 신부 (투니버스) - 시라누이 아케노
- 슈가슈가 룬 (투니버스) - 유세아, 강하야
- 신비한 별의 쌍둥이 공주 (투니버스) - 소피 / 엘자 / 푸펫 / 아다
- 신비한 별의 쌍둥이 공주 꼬옥! (투니버스) - 소피
- 아따맘마 (투니버스) - 점장, 꼬마엄마
  - 새로운 아따맘마 (투니버스) - 왕주화
- 안녕! 보노보노 (투니버스) - 도리도리 엄마
- 알로하 스쿠비 두 (카툰네트워크) - 스누키 / 시장 / 마히나
- 여기는 공원 앞 파출소 (투니버스) - 나오코
- 오란고교 사교클럽 (투니버스) - 메이드2
- 우주인 타로 (투니버스) - 유즈
- 위스컬 삐요 (투니버스) - 구마
- 위험 최강 단거 할아버지 (투니버스) - 효과음3
- 웨딩피치 (투니버스) - 귀차냥
- 요괴인간 타요마 (투니버스) - 아마비에
- 은혼 (투니버스) - 무츠 / 모네
- 음양대전기 (투니버스) - 칸나
- 쟈니테스트 (투니버스) - 신시 / 스테이시
- 지켜줘 롤리팝 (투니버스) 츠바사 크로니클 (투니버스) - 칼디나
- 베베데빌 (투니버스) - 페페
- 침푸이 (투니버스) - 이명우
- 캐릭캐릭 체인지 (투니버스) - 미키
- 캐릭캐릭 체인지 두근두근 (투니버스) - 미키
- 캐릭캐릭 체인지 파티 (투니버스) - 미키
- 캐릭캐릭 체인지 쁘띠 (투니버스) - 미키
- 트리니티 블러드 (투니버스) - 제시카 랭 / 바네사 월시
- 파워캐치 완다 - 나이스
- 포켓몬스터 베스트위시 (투니버스) - 아이리스의 터검니 / 덴트의 야나프 / 듀란 / 바라철록 2 / 모노두 1 / 파쪼옥 1
- 위 베어 베어스 - 타베스, 어린 아이스베어, 루시, 단역
- 흑마녀 나가신다 (투니버스)
- 치치랜드 (투니버스) - 트로디
- 신비아파트 고스트볼 더블X: 6개의 예언 (투니버스) - 충목귀
- 드라마 외주제작
- 세이디 (투니버스) - 세이디 (조지아 록)
- 가면라이더 파이즈 (투니버스)
- 명탐정 코난 드라마스페셜 - 남도일의 부활 (투니버스) - 제시카 (오토모 미나미)
- 마법소녀 리리칼 나노하 (퀴니) - 타카마치 미유키
- 미라클 멜로디 (투니버스) - 오미자
- 퓨어엔젤 미라클 매직 (투니버스) - 치사뿡
- OVA
- 꼬마마법사 레미 비밀편 (투니버스) - 경태, 린, 세영, 봉철, 예은
- 카레이도 스타 OVA 불사조의 전설 (투니버스) - 여자2

### KBS
- 드래곤 에그(KBS) - 태오
- 뛰뛰빵빵 구조대2 (KBS) - 빵빵
- 무무와 푸푸 (KBS) - 푸푸
- 쥬로링 동물탐정 (KBS) - 남아1
- 프랭키와 친구들 (KBS) - 프랭키
- 타오르지마 버스터 - 공대장/스나이퍼/수지
- 시간여행자 루크 - 진
- 브레드 이발소 (KBS) - 바닐라 아이스크림
- 브레드 이발소 2 (KBS) - 바닐라 아이스크림
- 브레드 이발소 3 (KBS) - 바닐라 아이스크림
- 브레드 이발소 4 (KBS) - 바닐라 아이스크림
- 카비온 - 지노, 지누, 보영, 클라렛, 샌드잭, 워터잭
- 캡슐세이버 -

### 타사
- 꿈의 라이브 프리즘스톤 (SBS) - 강이음
- 듀얼 레전드 제로 (재능TV) - 장수풍 / 제너두
  - 듀얼 레전드 쇼크 (재능TV) - 제너두
- 또르르 방울이 친구들 (MBC)
- 마기 (카툰네트워크) - 라일라 / 자이나브
- 쥬블스 (SBS) - 마이키 / 팬나
- 최강! 탑플레이트 (SBS) - 진보라
- 터닝메카드 3기 (미정) - 에디 오스틴
- 프리파라 (MBC) - 마나카 논/논, 쥬논/주논, 카논/캐논, 시쿄인 히비키/프린스 그레이, 토도 시온/시온 (노래), 호조 코스모/코스모, 네네 (내내), 덕심, 소희, 도로시 웨스트/도로시 & 레오나 웨스트/레오나 엄마
- 꼬마유령 캐스퍼 : 새로운 모험 (카툰네트워크) - 앤지
- 꼬마유령 캐스퍼 : 학교에 무슨 일이 (카툰네트워크) - 라 / 스핏치
- 폭풍우 치는 밤에 Secret Friends (애니맥스) - 로로

### 영화 애니메이션 외주제작 더빙
- 극장판 에그엔젤 코코밍:푸르밍과 두근두근 코코밍 세계 - 리아
- 극장판 썬더일레븐 GO VS 골판지 전사 W - 산
- 극장판 터닝메카드 W: 블랙미러의 부활 - 에디 오스틴
- 요술공주 밍키: 꿈속의 윤무 - 코코 외
- 케로로 더 무비: 기적의 사차원섬 (투니버스) - 이오
- 토리코 극장판: 출발! 구르메 어드벤처 (카툰네트워크) - 마리 / 미나
- 토이 스토리 4 - 하모니 엄마 / 캐롤 버넷 / 외계인들
- 이누야샤 4기 극장판 - 홍련의 봉래도 (투니버스) - 시온
- 파닥파닥 (KBS) - 도미 / 놀래미
- 짱구는 못말려 극장판: 동물소환 닌자 배꼽수비대 - 윤나르하
- 극장판 포켓몬스터 AG: 뮤와 파동의 용사 루카리오 - 정인
- 미스터 로봇 - 정수정 대장 / 엔젤
- 전설의 고향 구미호 (KBS) - 칠복모

### 영화 더빙
- 디 워 - 여자조종사 외
- 무파사: 라이온 킹 - 아피아

### 웹투니메이션
- 들어는 보았나! 질풍기획 - 이일순 대리

### 게임
- 스타크래프트 II - 미라 한
- 사이퍼즈 - 기적의 미쉘, 질풍의 카를로스
- 던전앤파이터 - 시궁창 공주 패리스, 미쉘 모나헌
- 디아블로3 - 여자 수도사
- 엘소드 - 로쏘
- 도타2 - 드로우 레인저
- 카트라이더 - 랍토르 L, 랍토르 R
- 파이널 판타지 14 - 나나모 울 나모, 알리제 르베유르, 가루다, 아씨엔 이게요름
- 월드 오브 워크래프트 -  마이에브 섀도송, 대마법사 모데라, 릴리안 보스
- 원신 - 진

### 기타
- MBC드라마넷 이벤트 스팟
- 선거관리위원회 ARS
- 필립모립스 ARS
- 삼성전자 ARS

### 광고/ 홍보
- 한국도자기
- 하동군
- 충청남도
- 대한민국독서대전
- LG화학
- 맘마미아
- 별이되어라
- 지역사회건강조사